# Lista societăților de producție cinematografică austriece

Lista societăților de producție cinematografică austriece cuprinde toate acele întreprinderi care au produs cel puțin un film de cinema sau de televiziune.

## Clasificare în ordine cronologică după data fondării

### Perioada filmului mut (până în 1930)
Mari firme (peste 10 producții)
- Astoria-Film, Wien (1918–1923)
- Wiener Kunstfilm-Industrie, Wien (1910–1912)
- Listo-Film, Wien (seit 1919)
- Pan-Film, Wien (1921–1936)
- Sascha-Filmindustrie, Wien (1912–1938)
- Saturn-Film, Wien (1906–1911)
- Synchro Film, Wien (seit 1989)
- Wiener Autorenfilms (W. A. F.), Wien (1913)
- Wiener Kunstfilm-Industrie, Wien (1912–1919)
- Vita-Film, Wien (1919–1924)

Altele:
- A-Zet Film, Wien
- Allianz-Film, Wien (vor 1921–1935)
- Alpin-Film, Graz (1919)
- Burg-Film, Wien
- Columbia-Film
- Dreamland-Film, Wien (ca. 1920–1926)
- Emge-Film
- Eos Film, Wien
- Fiat-Film, Wien
- Filmag, Wien (1917–ca. 1932; danach Umbenennung in Mondial-Film)
- Halbritter-Film, Wien
- Handl (Filmgesellschaft), Wien
- Hugo-Engel-Film, Wien (1921–1938; Filmverleih, Filmproduktion zwischen 1926 und 1929)
- Jupiter-Film
- Kallos-Film-Fabrik, Wien (7. Bezirk, Schottenfeldgasse)
- Kino-Film-Atelier Victor Seibert, Wien
- Leyka-Film, Wien
- Micofilm, Wien (1919)
- Mitropa-Musikfilm, Graz (1921)
- Opern-Film, Graz (1922)
- Photobrom (1909–1909)
- Projektograph-Film, Wien (1920–ca. 1938)
- Regent-Film, Wien
- Robert Müller-Film, Wien (zuerst Filmverleih, ab 1915 auch Produzent)
- Salzburger-Kunstfilm, Salzburg (1922–1925)
- Schönbrunn-Film, Wien
- Tiroler-Heimatfilm, Innsbruck (1922)
- Vindobona Film, Wien (1912 in „Helios-Film“ umbenannt, ab 1913 „Austria-Film“ und danach „Duca-Film“)

### Perioada primelor filme sonore (1928–1955)
- Alpin-Film-Austria, Graz (um 1949)
- Atlantis-Film, Wien (1930–vor 1938)
- Belvedere-Film, Wien (1946)
- Bergland-Film, Wels (1953–1960)
- Cosmopol-Film
- Cziffra Film (?)
- Emo-Film, Wien
- Epo-Film, Wien, Graz (1954)
- Fürst-Film
- Heller Film (1948)
- Herold Film, Wien (1948)
- Loewen-Film
- Ludwig-Film
- Max Zehenthofer Produktion
- Mondial Film, Wien (ca. 1932–1938; Nachfolger der 1917 gegründeten Filmag)
- Neue Wiener Filmproduktionsgesellschaft, Wien (1947)
- Österreichische Filmgesellschaft (ÖFA), Salzburg (1947)
- Patria-Film
- Paula Wessely Filmproduktion
- RAVAG-Film, Wien
- Schönbrunn-Film
- Selenophon Licht- und Tonbildgesellschaft, Wien (1929–1938)
- Specht Film (1952)
- Styria Film, Graz
- Tirol-Film Innsbruck, Innsbruck
- Traum & Maier Film (1948)
- Wien-Film, Wien (1938–1985)
- Willi Forst-Film, Wien (1936–1950)

### Perioada de tranziție 1956–1980
- Erma Film (Ernst-Marischka-Film), Wien
- Lisa Film, Wien (1964)
- Lotus Film, Wien (1982)
- MR Film, Wien (seit 1967)
- Mundus-Film
- Neusser-Film
- Nova-Film
- Plesner-Film, Tirol
- Polsterer Film
- Ring-Film
- Satel Film, Wien (1971)
- Sherberko-Film
- Star-Film
- Standard-Film
- Steps Film 1977
- Unitas Film

### Noul film austriac (din 1980)
- 1980: Thalia Film, Wien
- 1980: Wega Film, Wien
- 1984: Terra Film (Austria)
- 1988: Dor Film, Wien
- 1987: Josef Aichholzer Filmproduktion, Wien
- 1989: Allegro Film, Wien
- 1992: Cult Film
- 1993: Frames Filmproduktion
- 1994: Nikolaus Geyrhalter Filmproduktion, Wien
- 1996: Navigator Film, Wien
- 1998: Golden Girls Filmproduktion, Wien
- 1999: Belvedere-Film, Wien/Los Angeles
- 1999: Coop99, Wien
- 2001: Bonus Film, Wien
- 2002: Amour Fou Filmproduktion, Wien
- 2002: Mischief Films, Wien
- 2003: Mobilefilm, Wien
- 2004: Enkidu Film, Wien
- 2008: Witcraft Szenario OG, Wien
- 2008: e&a film, Wien
- 2009: nked Wien
- 2011: prankmayer films, Oberösterreich
- 2011: makido film, Wien
- 2012: Tornado Pictures Filmproduktion, Wien
- 2013–2015: AustrianMediaGroupProduction, Wien

Societăți de producție cinematografică și de televiziune:
- 1980: A1Plus Filmproduktion
- 1986: Alexander Schukoff-Film
- 1992: New World Spirits Film Creation, Kärnten

Anul fondării încă necunoscut:
- arge heim
- Bannert Film
- Fischer Film, Linz
- Köpf Film
- Prisma Film
- Provinz Film
- Scheiderbauer Film
- Star Film
- Tigerline Filmproduktion, Kärnten